# Große Gaißach
Die Große Gaißach ist ein im Namenslauf westwärts am Südrand des oberbayerischen Ammer-Loisach-Isar-Jungmoränenland ziehender Fluss, der an der Gemeindegrenze von Gaißach zu Bad Tölz im Landkreis Bad Tölz-Wolfratshausen von rechts in die Isar mündet. Er entsteht aus dem Zusammenfluss des von Süden aus den Tegernseer Flyschalpen zulaufenden linken Hauptstrangoberlaufs aus Markgraben und dann Gaißach sowie der unbedeutenderen rechten Schlierach westlich von Waakirchen-Marienstein schon im Gemeindegebiet von Reichersbeuern und ist auf dem Hauptstrang insgesamt etwa 14 km lang.

## Geographie

### Oberlauf Markgraben
Der Markgraben, der auf seiner ganzen Länge Grenzbach zwischen Gaißach und Waakirchen ist, entsteht auf etwa 1340 m ü. NHN am oberen Nordabhang des Luckenkopfes (1370 m) etwa 200 Meter östlich der Fockensteinhütte im Wald. Er läuft etwa 1,3 km den Hang hinab, wonach auf etwa 948 m von Ostsüdosten kommend der etwas längere und durch seine vielen Zuflüsse merklich einzugsgebietsreichere Kesselgraben zuläuft, dessen höchste Quelle auf etwa 1285 m am Nordhang des Kogelkopfes (1324 m) entspringt. In dessen Zulaufrichtung läuft der vereinte Bach denn auch flacher etwa 0,7 km weiter, wonach er sich auf etwa 895 m Höhe im Kessel an einer Gabel in den drei Tälern laufender Wege mit dem Geigenbach vereint, der von Südwesten her zuläuft, am linken Ufer an Waakirchen und am rechten an Gaißbach grenzt und dessen Quellen am Nordhang des Gronetsecks (1278 m) und am Osthang des Mitterbergs (1280 m) liegen. Die höchste davon entspringt auf etwa 1225 m Höhe, von ihr bis zum Zusammenfluss mit dem Markgraben, an dem nun die Gaißach entsteht, läuft das Wasser etwa 1,6 km weit. Der Markgraben ist insgesamt etwa 2,0 km lang und hat ein sehr großes mittleres Sohlgefälle von rund 220 ‰.

### Mittellauf Gaißach
Die Gaißach setzt zu einem langsamen Rechtsbogen an, an dessen Ende sie nordöstlich läuft. Zuvor mündet am westlichsten Punkt des Bogens an einer Wegbrücke der Plattenbach, er kommt wie der Geigenbach aus dem Südwesten und hat ein weit aufgefiedertes System von Quellbächen, deren Quellen sich in einem Halbkreisbogen auf im Süden den Mitterberg, im Südwesten den Rechelkopf (1330 m) und im Westen den Sulzkopf (1280 m) verteilen. Der längste der Stränge beginnt als Rechelgraben auf dem Sattel zwischen Rechelkopf und Sulzkopf auf etwa 1251 m Höhe und hat bis zur Gaißach eine Länge von etwa 2,3 km.
An ihren eben vollendeten Rechtsbogen schließt die Gaißach unmittelbar einen Linksbogen um 90° an, auf dem sie das Bergland der Tegernsee-Flyschalpen verlässt und auf nun nur noch etwa 759 m mit der von Osten kommenden Schlierach zusammenläuft, etwa 2,5 km westlich der Ortsmitte von Waakirchen-Marienstein. Der Gaißach-Abschnitt hat eine Länge von etwa 2,7 km und hat ein recht großes mittleres Sohlgefälle von rund 50 ‰.

## Langer Unterlauf Große Gaißach
Damit entsteht, immer noch im Wald und inzwischen auf dem Gebiet der Gemeinde Reichersbeuern, die Große Gaißach, die nach weiteren zwei Kilometern Westlauf zwischen den inzwischen niedrigen Bergen Vorberg (926 m) im Süden und Platten (879 m) im Norden ins Gebiet der Gemeinde Greiling wechselt, wo sie sogleich wenig unter 700 m Höhe eine weite, flache und fast waldfreie Talebene betritt. Hier läuft ihr zunächst aus dem Osten der Rinnenbach zu, der nahe bei Marienstein entsteht und dann jenseits des Platten der Achse aus Schlierach und ihrem eigenen bisherigem Lauf ungefähr parallel läuft. Dieser schon im flachen Ammer-Loisach-Isar-Jungmoränenland sehr mäanderreich fließende Bach ist mit einer Entfernung von 4,9 km zwischen Quelle und Mündung allein nur in Luftlinie ihr längster Zufluss überhaupt.
An diesem Zulauf etwa beginnt die Große Gaißach die weite Talebene den Attenloher Filzen in südwestlicher Richtung zu durchlaufen, der größtenteils links ihres nunmehr schlängeliger werdenden Laufes liegt. Dabei passiert sie mit der Mühlen-Einöde Attenloh am rechten Talrand den ersten Siedlungsplatz an ihrem Ufer. Nach der weiteren Passage des Filzen fließt ihr aus diesem auf etwa 665 m Höhe die darin sehr gewundene Kleine Gaißach schon im Gebiet der Gemeinde Gaißach zu; deren hohe Oberläufe entwässern den Nord- und Nordwesthang des Sulzkopfes, an der höchsten und mündungsfernsten Quelle entsteht auf etwa 1137 m Höhe zunächst ein Markgraben an der Grenze zwischen Greiling und Gaißach, mit ihm zusammen erreicht die Kleine Gaißach eine Länge von zwischen 5 und 6 km.
In gewundenem Westlauf durchläuft das Gewässer dann das Gaißacher Dorf Mühle und quert dabei unter einer Bahnbrücke die Bahnstrecke München–Lenggries. Danach ist sie in der rechten Isaraue Grenzbach zu Bad Tölz im Norden und teilt sich am Siedlungsplatz Am Sägbach von Gaißach in zwei Mündungsarme. Beide Zweige unterqueren die B 13, der viel kürzere linke mündet dann weniger als hundert Meter weiter westlich, nachdem noch der Linsensägbach nach rechts von ihm abgezweigt ist, in die Isar. Der merklich längere rechte dagegen mündet in den Linsensägbach, der dann nach Parallellauf neben dem Fluss über anderthalb Kilometer weiter im Norden in der Stadtmitte von Tölz auf etwa 649 m Höhe der Isar zufließt.
Der Namenslauf der Großen Gaißach ist etwa 9,8 km lang und hat ein mittleres Sohlgefälle von nur noch rund etwa 11 ‰.

## Einzugsgebiet
Die Große Gaißach entwässert 34,3 km² in insgesamt etwa westnordwestlicher Richtung zur Isar. Nördlich von ihm liegt eine weite Ebene mit wenigen Wasserläufen, die auch noch meist versickern. Jenseits der östlichen Wasserscheide läuft der Festenbach in die Mangfall, jenseits der südöstlichen der Breitenbach in den Tegernsee, der in den Inn-Zufluss Mangfall entwässert; auf diesem Abschnitt verläuft auf dem Kamm also die Großeinzugsgebietsgrenze zwischen Isar und Inn. Der große Konkurrent im Süden ist der Steinbach, der in westlicher Richtung etwas flussaufwärts ebenfalls in die Isar mündet. Weil die westliche Grenze des Einzugsgebietes kurz ist und meist schon im Isartal läuft, gibt es auch auf dieser Seite vor der Isar selbst keine relevanten Zuläufe zu ihr.
Die höchsten Erhebungen im Einzugsgebiet, das im Bereich der Flyschalpen stark, aber unregelmäßig nach Norden hin abfällt, liegen am Südrand, es sind die Gipfel des 1370 m hohen Luckenkopfes in deren Südostecke und des 1330 m hohen Rechelkopfes etwa in der Mitte der südlichen Scheide. Auf über der Hälfte des Einzugsgebietes steht Wald, freie Flur gibt es fast nur in den niedrigen Lagen am Nord-, Nordwest und Westrand, weshalb auch die Besiedlung gering ist.

### BayernAtlas („BA“)
Amtliche Online-Gewässerkarte mit passendem Ausschnitt und den hier benutzten Layern: Lauf und Einzugsgebiet der Gaißach

Allgemeiner Einstieg ohne Voreinstellungen und Layer: BayernAtlas der Bayerischen Staatsregierung (Hinweise)
1. 1 2 3 4 5 6 7 8 9 10 11 12 13  Höhe abgefragt auf dem Hintergrundlayer Amtliche Karte (Rechtsklick).
2. 1 2 3 4 5 6 7 8 9 10  Länge abgemessen auf dem Hintergrundlayer Amtliche Karte.
3. 1 2 3 4 5 6 7 8  Höhe nach schwarzer Beschriftung auf dem Hintergrundlayer Amtliche Karte.

### Gewässerverzeichnis Bayern („GV“)
1. ↑  Länge nach: Verzeichnis der Bach- und Flussgebiete in Bayern – Flussgebiet Isar, Seite 11 des Bayerischen Landesamtes für Umwelt, Stand 2016 (PDF; 2,5 MB)
2. ↑  Einzugsgebiet nach: Verzeichnis der Bach- und Flussgebiete in Bayern – Flussgebiet Isar, Seite 11 des Bayerischen Landesamtes für Umwelt, Stand 2016 (PDF; 2,5 MB)

### Sonstige
1. ↑  Hansjörg Dongus: Geographische Landesaufnahme: Die naturräumlichen Einheiten auf Blatt 189/195 Tegernsee. Bundesanstalt für Landeskunde, Bad Godesberg 1994. → Online-Karte (PDF; 5,2 MB)
2. ↑  Deutsches Gewässerkundliches Jahrbuch Donaugebiet 2006 Bayerisches Landesamt für Umwelt, S. 190, abgerufen am 4. Oktober 2017, Auf: bestellen.bayern.de (PDF, deutsch, 24,2 MB).